# Carl Carlsson i Gävle
Carl August Carlsson, C. A. Carlsson i riksdagen kallad Carlsson i Gävle, född 21 september 1873 i Malung, död 10 juli 1936 i Gävle, var en svensk bageriidkare och politiker (folkpartist). 
Carl Carlsson, som var son till en lantarbetare, var bageriföreståndare på Gävle Sambageri. Han var också ordförande för NTO i Gästrikland och ordförande för Gävleborgs läns frisinnade valkretsförbund (senare folkpartiets valkretsförbund) 1924-1936.
Han var riksdagsledamot från den 1 juni 1920 till sin död 1936, fram till 1921 i andra kammaren för Gästriklands valkrets och därefter i första kammaren för Gävleborgs läns valkrets. I riksdagen tillhörde han Frisinnade landsföreningens riksdagsgrupp Liberala samlingspartiet, under den liberala splittringsperioden följt av Frisinnade folkpartiet, samt från 1935 det återförenade Folkpartiet. Han var bland annat ledamot i statsutskottet 1928-1929, 1933 och 1935-1936, sistnämnda period som utskottets vice ordförande. I riksdagen engagerade han sig bland annat i arbetslivslagstiftning samt för införandet av obligatorisk trafikförsäkring för motorfordon.